# Reon Park
Reon Park (* 13. April 1971) ist ein neuseeländischer Radrennfahrer.
Reon Park gewann 2007 den zweiten Teil der ersten Etappe bei der Tour of Southland. Außerdem wurde er Ende des Jahres Zweiter bei dem Eintagesrennen Le Race und bei der Ozeanienmeisterschaft in Invercargill belegte er den dritten Platz im Einzelzeitfahren. Dadurch belegte er in der Gesamtwertung der UCI Oceania Tour 2008 den 16. Rang hinter dem Sieger Hayden Roulston.

## Erfolge
2007
- eine Etappe Tour of Southland

2009
- eine Etappe Tour of Southland (Mannschaftszeitfahren)